# سیارک ۱۸۷۶۸
سیارک ۱۸۷۶۸ (به انگلیسی: 18768 Sarahbates، نامگذاری:1999JE22) هجده هزار و هفتصد و شصت و هشتمین سیارک کشف شده‌است که در ۱۰ مه ۱۹۹۹ کشف شد.
قدر مطلق سیارک برابر ۱۱.۲ است.